# Leif Lewin (företagsledare)
Denna artikel handlar om näringslivspersonen Leif Lewin. För statsvetaren, se Leif Lewin
Leif Ingemar Lewin, född 1 april 1936 i Göteborg, död 11 juli 2025 i Järfälla, var en svensk företagsledare. 
Leif Lewin arbetade inom Oljekonsumenternas förbund (OK) från 1961 och var dess verkställande direktör 1977–1983. Han var vd för Kooperativa förbundet (KF) 1984–1992. Han var styrelseordförande i Swedbank 1992-–1995.